# Eminem 2013 Tour
Tournées par Eminem
The Home and Home Tour
(2010) Rapture 2014
(2014)
Eminem 2013 Tour (nom non officiel) est une série de concerts en Europe avec pour tête d'affiche le rappeur Eminem. Après son retour sur scène, avec des concerts donnés à travers le monde avec The Recovery Tour, sa tournée en 2013 fait la promotion de son prochain album studio The Marshall Mathers LP 2. Le premier extrait de l'album, Survival, est sorti la veille du premier concert de la tournée et a servi à l'ouverture de ses représentations sur scène.
Le 22 août 2013, la performance au Stade de France a rapporté 6 138 550 $.
La mise en scène et les setlist sont différentes du Recovery Tour. La tournée n'a pas encore de nom officiel.

## Dates de la tournée
| Date         | Ville   | Pays        | Lieu                        |
| ------------ | ------- | ----------- | --------------------------- |
| 15 août 2013 | Hasselt | Belgique    | Pukkelpop                   |
| 17 août 2013 | Slane   | Irlande     | Slane concert               |
| 20 août 2013 | Glasgow | Royaume-Uni | Glasgow Summer Sessions     |
| 22 août 2013 | Paris   | France      | Stade de France             |
| 24 août 2013 | Reading | Royaume-Uni | Reading and Leeds Festivals |
| 25 août 2013 | Leeds   | Royaume-Uni | Reading and Leeds Festivals |

## Programme
1. Survival
2. Won't Back Down
3. 3 a.m.
4. Square Dance
5. Business
6. Kill You
7. White America
8. Mosh
9. No Love
10. Just Don't Give a Fuck
11. Criminal
12. Cleanin' Out My Closet
13. The Way I Am
14. Fast Lane (avec Royce da 5'9")
15. Lighters (avec Royce da 5'9")
16. Airplanes, Part II
17. Stan
18. Sing for the Moment
19. Like Toy Soldiers
20. Forever
21. 'Till I Collapse
22. Cinderella Man
23. Love the Way You Lie
24. My Name Is
25. The Real Slim Shady
26. Without Me
27. Not Afraid
28. Lose Yourself (rappel)

1. ↑  (en) « CURRENT BOXSCORE », sur billboard.com, 7 août 2019 (consulté le 29 avril 2023).

http://www.billboard.com/biz/current-boxscore